# Dinden nationalpark
Dinden nationalpark är en nationalpark i Australien.   Den ligger i delstaten Queensland, i den nordöstra delen av landet, 2 100 km norr om huvudstaden Canberra. Dinden National Park ligger 573 meter över havet.
I omgivningarna runt Dinden nationalpark växer i huvudsak städsegrön lövskog.